# 李梦夫
李梦夫（1920年—1999年1月3日）原名石好文，曾用名李孟符，今山东省青州市人，中国共产党及中华人民共和国官员，国务院机关事务管理局党组书记、局长。

## 生平
1939年李梦夫加入中国共产党，历任山东益都十二区青年干事，中共清东地委巡视团团长，中共寿光县委宣传部长兼青年部长，中共广北县委宣传部长兼统战部长，中共广（饶）博（兴）蒲（台）三县边区工委副书记兼广九区委书记，中共广饶县委宣传部长兼县政府教育科长，中共清河地委宣传科长，中共长山县委副书记、书记等职务。 
中华人民共和国成立后，李梦夫历任中财委财经党委办公室副主任，中央人民政府人事部第三局办公室副主任、第一局干部调配科科长，国务院外国专家局副局长，国务院机关事务管理局副局长，国务院秘书厅副主任，国务院办公室副主任，1973年2月至1976年10月，擔任国务院机关事务管理局党的核心小组组长、后任革委会主任、党组书记、局长等职务。是第五届全国人大代表。
1999年1月3日，李梦夫在北京病逝，享年79岁。